# The Opposite Sex
The  Opposite Sex (bra: O Belo Sexo; prt: O Sexo Oposto) é um filme estadunidense  de 1956, dos  gêneros comédia, musical e romance, dirigido por David Miller, roteirizado por Fay Kanin e Michael Kanin, baseado peça de Clare Boothe, música de George Stoll. Refilmagem de The Women de 1939.

## Sinopse
Um socialite separa-se de seu infiel marido, mas decide reconquistá-lo utilizando os mesmos artifícios de sua rival.

## Elenco
- June Allyson ....... Kay
- Joan Collins ....... Crystal
- Dolores Gray ....... Sylvia
- Ann Sheridan ....... Amanda
- Ann Miller ....... Gloria
- Leslie Nielsen ....... Steve Hilliard
- Jeff Richards ....... Buck Winston
- Agnes Moorehead ....... Condessa
- Charlotte Greenwood ....... Lucy
- Joan Blondell ....... Edith
- Sam Levene ....... Mike Pearl
- Bill Goodwin ....... Howard Fowler
- Alice Pearce ....... Olga
- Barbara Jo Allen ....... Dolly
- Sandy Descher ....... Debbie